# Ларс Бендер
Ларс Бендер (27. април 1989) професионални је немачки фудбалер који игра на позицијама десног бека и дефанзивног везног играча и тренутно наступа за Бајер Леверкузен и репрезентацију Немачке. Његов брат близанац Свен је такође фудбалер и наступа за Бајер Леверкузен.